# Choisy-la-Victoire
Choisy-la-Victoire ist eine französische Gemeinde mit 245 Einwohnern (Stand 1. Januar 2022) im Département Oise in der Region Hauts-de-France. Die Gemeinde liegt im Arrondissement Clermont und ist Teil der Communauté de communes de la Plaine d’Estrées und des Kantons Estrées-Saint-Denis.

## Geographie
Die Gemeinde liegt unmittelbar an die Nachbargemeinde Avrigny angrenzend rund 37 Kilometer östlich von Beauvais und 14,5 Kilometer östlich von Clermont südlich der Route nationale 31 (Europastraße 46), an der der Ortsteil Froyères liegt. In Nord-Süd-Richtung durchquert die Départementsstraße D111 die Gemeinde. Im Süden erstreckt sich das Gemeindegebiet bis an den Rand eines Moorgebiets (Moore von Sacy-le-Grand).

## Toponymie und Geschichte
Der Namenszusatz ist von der Abbaye de la Victoire in Senlis abgeleitet, der die Gemeinde seit 1469 unterstand.
Von 1826 bis 1832 waren die Nachbargemeinden Blincourt und Avrigny mit Choisy-la-Victoire vereinigt.
| 1962 | 1968 | 1975 | 1982 | 1990 | 1999 | 2006 | 2012 |
| ---- | ---- | ---- | ---- | ---- | ---- | ---- | ---- |
| 265  | 246  | 277  | 238  | 256  | 220  | 187  | 213  |

## Verwaltung
Bürgermeister (maire) ist seit 2001 Christian Delavenne.

## Wirtschaft
Die Gemeinde besaß seit 1856 eine Zuckerfabrik, aus der 1951 eine Destillerie wurde; diese wurde 1958 geschlossen.

## Sehenswürdigkeiten
- Kirche Notre-Dame, deren Chor auf das 13. Jahrhundert zurückgeht[1] (siehe auch: Liste der Monuments historiques in Choisy-la-Victoire)
- Reste des Schlosses, später als Ferme de Choisy landwirtschaftlich genutzt
- Kalvarienberg und Kreuz